# Oficina de les Nacions Unides per a la Consolidació de la Pau a Sierra Leone
L'Oficina de les Nacions Unides per a la Consolidació de la Pau a Sierra Leone (UNIPSIL) va ser creada per Consell de Seguretat de les Nacions Unides el 2008 per donar suport al govern de Sierra Leone en la identificació i resolució de tensions i amenaces de conflictes potencials, seguiment i promoció dels drets humans, i consolidació de reformes de bon govern. Era la continuació de l'Oficina Integral de les Nacions Unides a Sierra Leone (UNIOSIL). La seu de l'oficina era la capital de Sierra Leone, Freetown. L'oficina es va basar en dues missions diferents de l'ONU: UNIOSIL i UNIPSIL. Segons l'ONU, l'oficina s'hauria de centrar sobretot en la lluita contra la corrupció i la descentralització del país.

## Història
El 4 d'agost de 2008, el Consell de Seguretat de les Nacions Unides va aprovar per unanimitat la Resolució 1829 (2008), de manera que es va establir la missió de la UNIPSIL que va succeir la missió de la UNIOSIL. L'1 d'octubre de 2008, UNIOSIL va ser transferida a UNIPSIL, que va ser dirigida pel Consell de Seguretat de l'ONU fins a l'estiu de 2009. Finalment, després que el Consell de Seguretat de l'ONU renovés un any el seu mandat, mitjançant la Resolució 1886 (2009) el 18 de setembre de 2009, va finalitzar definitivament el 30 de setembre de 2010.